# Fluorapofillit
Az fluorapofillit a szilikátásványok közé tartozó ásvány. Tetragonális kristályrendszerben szabályos négyzetes prizmákban, kettős piramisokban (dipiramis) jelenik meg, de ritkábban előfordul megnyúlt prizmák vagy táblás, lapos kristályalakban. Tömeges előfordulásban szemcsés. Hevítésre víztartalmából veszít. Neve a görög apophyllios szóból származik, ami apró táblácskákban való megjelenésre utal. Gyakran a zeolitcsoport ásványainak társaságában található.
Kémiai összetétele:
- Kálium (K) = 4,3%
- Kalcium (Ca) = 17,7%
- Szilícium (Si) = 24,7%
- Fluor (F) = 2,1%
- Hidrogén (H) = 1,8%
- Oxigén (O) =49,4%.

## Keletkezése
Utómagmás folyamatokban hidrotermás 400 °C hőmérséklet alatt szilárdul meg, gyakran telérekben és gázdús bazalt kiömlések hólyagzárványaiban.
Hasonló ásványok: analcim, dezmin, stilbit.

## Apofillit változatok
A legelterjedtebb fluorapofillittől eltérő változatok:

### Hidroxilapofillit

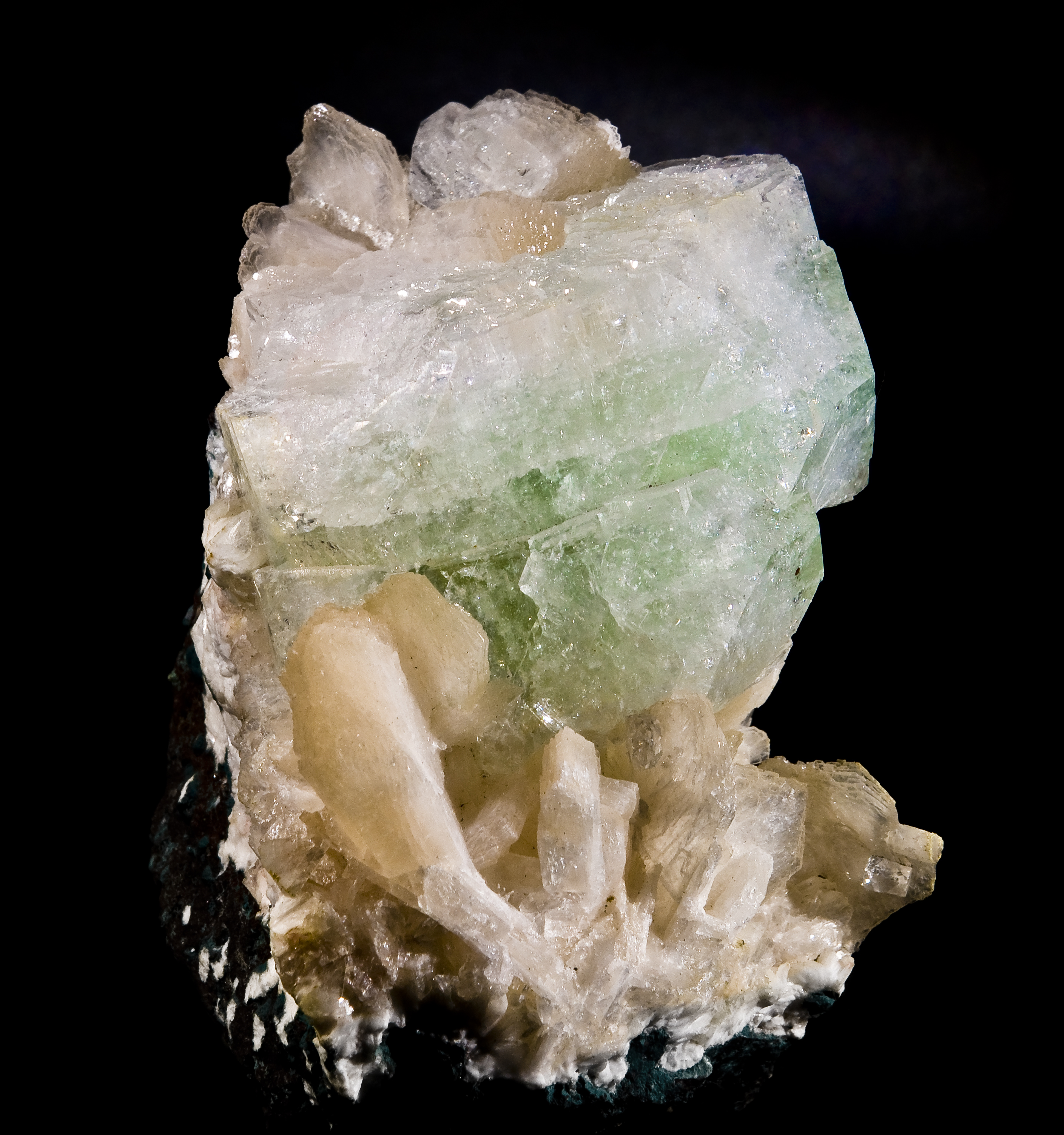
Fejlett apofillit kristályok

A kristály rácsszerkezetében a fluor mellett (OH) atomcsoport található, kis mértékben nátrium szennyeződést is tartalmazhat. Kristályszerkezete: tetragonális, fizikai tulajdonságai egyeznek a fluorapofillitével.
Kémiai képlete: KCa4Si8 O20(F,OH)x8(H2O)
Kémiai összetétele:
- Kálium (K) = 4,6%
- Kalcium (Ca) = 21,2%
- Szilícium (Si) = 29,5%
- Fluor (F) = 0,6%
- Hidrogén (H) = 0,3%
- Oxigén (O) = 43,8%

### Nátroapofillit
A kristály rácsszerkezetében a kálium helyébe nátrium atomok épülnek be. A kristályszerkezet rombos. Az ásvány fizikai tulajdonságai azonosak a fluorapofillit jellemzőivel.
Kémiai képlete: NaCa4Si8O20Fx8(H2O)
Kémiai összetétele:
- Nátrium (Na) = 2,6%
- Kalcium (Ca) = 18,0%
- Szilícium (Si) = 25,2%
- Fluor (F) = 2,1%
- Hidrogén (H) = 1,8%
- Oxigén (O) = 50,3%

## Előfordulásai
Németország területén a Harz-hegységben Andreasberg közelében. Megtalálható  Csehország Érc-hegységében. Olaszországban a Dolomitokban, Bolzano és Vicenza környékén. Norvégiai bazalt kiömlésekben. Jelentős előfordulások vannak India területén Mumbai közelében.
Kanada Új-Skócia partvidékén, Brazília és Mexikó területén található nagyobb előfordulás. 
Kísérő ásványok: dezmin, kalcit, kvarc, phillipsit és nátrolit.

## Hazai előfordulásai
Recsk környékén a kiömléses magmatikus kőzetek üregeiben található. Vindornyaszőlős mellett a Kovács-hegy bazalt kőbányájában zeolitos hólyagüregekben és vékony fehér erekben kvarcszemcsékkel alkot ásványtársulást. A Balaton-felvidéken jellemző, a Sarvaly-hegyen létesített kőbányában ugyancsak bazalt alapkőzet üregeiben találhatók fennőtt apofillitkristályok a zeolitcsoport több ásványának megjelenése mellett. Diszel községtől (Tapolca része) keleti irányban a Halyagos-hegy bazaltos kőzeteit több kőbányában feltárták, itt a phillipsitkristályokon fennőve élénken csillogó apofillit található.